# Panamerikanische Spiele 2011/Leichtathletik – 800 m der Frauen
Der 800-Meter-Lauf der Frauen bei den Panamerikanischen Spielen 2011 fand am 25. Oktober im Telmex Athletics Stadium in Guadalajara statt.
Neun Athletinnen aus sieben Ländern nahmen an dem Wettbewerb teil. Die Goldmedaille gewann Adriana Muñoz nach 2:04,08 min, Silber ging an Gabriela Medina mit 2:04,41 min und die Bronzemedaille sicherte sich Rosibel García mit 2:04,45 min.

## Rekorde
Vor dem Wettbewerb galten folgende Rekorde:
| Weltrekord        | Jarmila Kratochvílová | 1:53,28 min | München, Bundesrepublik Deutschland      | 26. Juli 1983  |
| Rekord der Spiele | Ana Fidelia Quirot    | 1:58,71 min | Panamerikanische Spiele in Havanna, Kuba | 8. August 1991 |

## Ergebnis
25. Oktober 2011, 17:15 Uhr
| Platz | Athletin             | Land               | Zeit (min) |
| ----- | -------------------- | ------------------ | ---------- |
|       | Adriana Muñoz        | Kuba               | 2:04.08    |
|       | Gabriela Medina      | Mexiko             | 2:04,41 SB |
|       | Rosibel García       | Kolumbien          | 2:04,45    |
| 4     | Rose Mary Almanza    | Kuba               | 2:04,82    |
| 5     | Christane dos Santos | Brasilien          | 2:06,15    |
| 6     | Heather Kampf        | Vereinigte Staaten | 2:07,11    |
| 7     | Christina Rodgers    | Vereinigte Staaten | 2:08,29    |
| 8     | Nancy Gallo          | Argentinien        | 2:09,10 PB |
| 9     | Daisy Cecilia Ugarte | Bolivien           | 2:16,94    |